# Live Magic
Live Magic, musikalbum av Queen som lanserades 1986.
Låtarna är tagna ifrån Magic Tour 1986. Specifikt kommer låtarna från konserterna på Wembley Stadium i London 12 juli, Nepstadion i Budapest 27 juli 1986 och Knebworth Park i Stevenage 9 augusti 1986. Konserten på Knebworth var Queens sista konsert med Freddie Mercury.

## Låtlista
1. One Vision
2. Tie Your Mother Down
3. Seven Seas of Rhye
4. A Kind of Magic
5. Under Pressure
6. Another One Bites the Dust
7. I Want to Break Free
8. Is This The World We Created
9. Bohemian Rhapsody
10. Hammer to Fall
11. Radio Ga Ga
12. We Will Rock You
13. Friends Will Be Friends
14. We Are the Champions
15. God Save The Queen